# Reserva Blowing Rocks

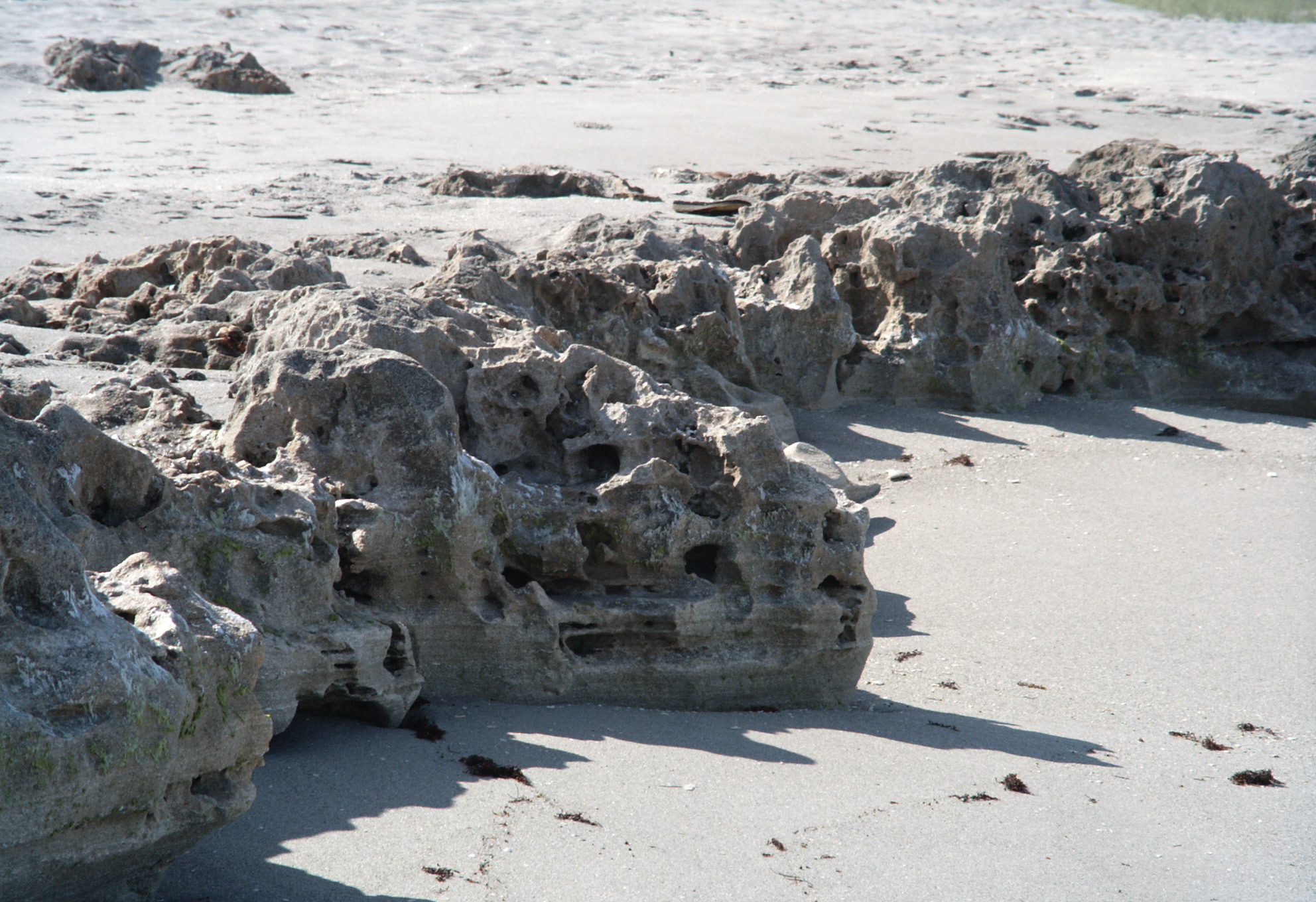
Um afloramento da Formação Anastasia visto ao longo da costa da Reserva Blowing Rocks na maré baixa.

A Reserva Blowing Rocks é uma área de conservação ambiental localizada na ilha Júpiter, em Hobe Sound, no condado de Martin, estado da Flórida, Estados Unidos. É propriedade do The Nature Conservancy e contém o maior afloramento de calcário Anastasia na costa leste do estado. Quando a maré está alta e o mar está agitado, as ondas quebram contra as rochas e forçam plumas de água salgada a subir até quinze metros no ar.

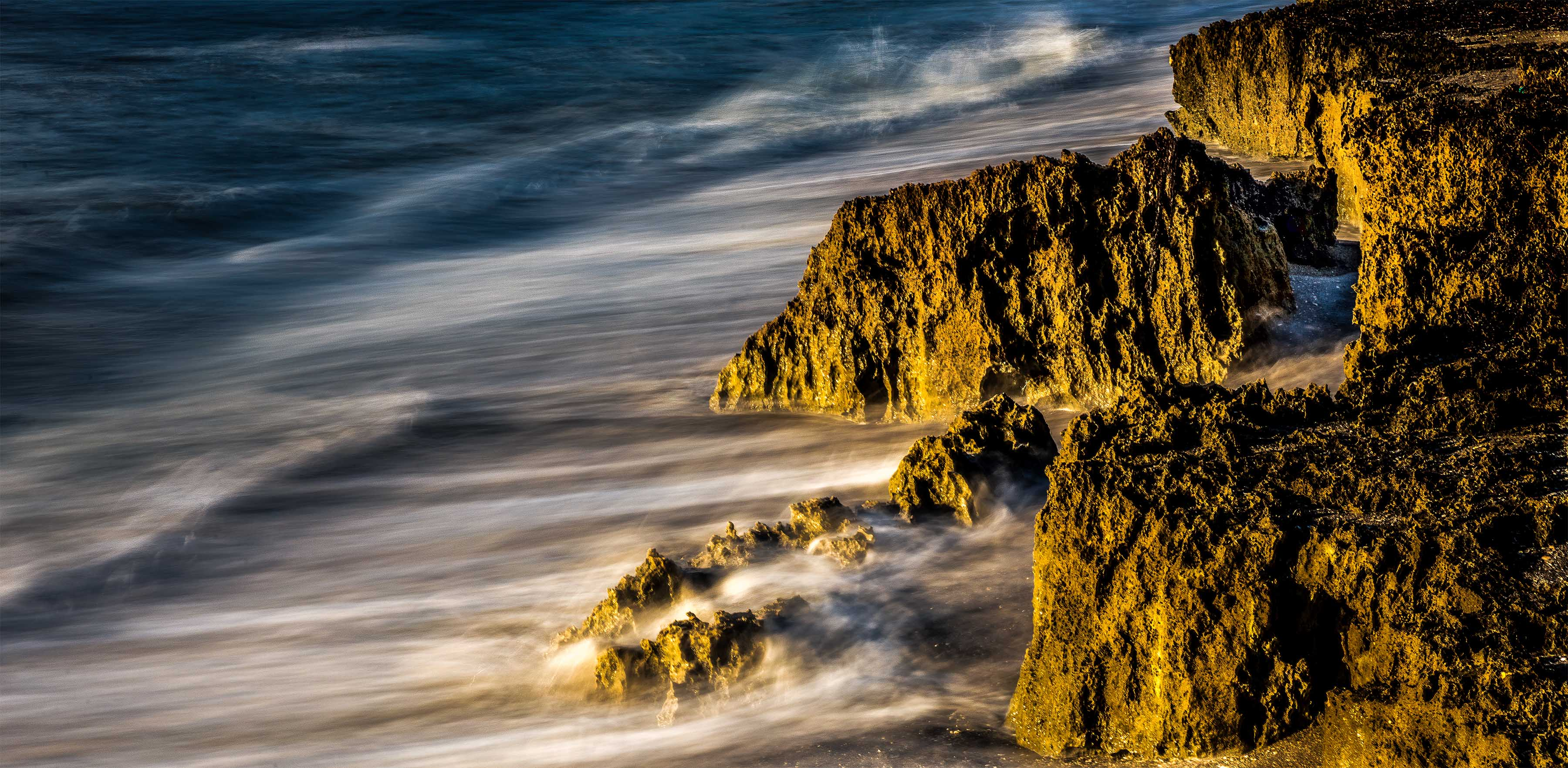
Reserva Blowing Rocks, ilha Júpiter, Flórida.

O local também possui vários ecótonos costeiros, incluindo bosques marítimos, manguezais e dunas praianas. Espécies nativas comuns incluem uvas-do-mar, gumbo-limbo e palmeiras Sabal. Plantas exóticas invasoras são removidas para preservar a flora indígena. A reserva inclui um centro educacional, viveiro de plantas nativas, passarela, caminho à beira-mar e um jardim de borboletas. O Centro Educacional Hawley apresenta exposições em ciclo rotativo de história natural e arte, além de oferecer aulas e workshops de educação ambiental. Uma passarela ao longo da Lagoa do Rio Indiano contém placas interpretativas sobre as plantas, a vida selvagem e o meio ambiente da área.